# Pool of Radiance
Pool of Radiance è un videogioco di ruolo sviluppato e pubblicato inizialmente nel 1988 per Commodore 64 e MS-DOS dalla Strategic Simulations (SSI), società specializzata in giochi di ruolo e wargame. Il gioco fu il primo a riprodurre in versione elettronica il regolamento di Advanced Dungeons & Dragons, il noto gioco di ruolo da tavolo, più precisamente l'ambientazione dei Forgotten Realms. Successivamente uscì anche per Apple II, Mac OS e Amiga, mentre la Pony Canyon lo pubblicò per i computer giapponesi PC-88, PC-98 e Sharp X1 e per la console NES. La versione Atari ST venne annunciata ma non risulta pubblicata.
Pool of Radiance fu il primo gioco di ruolo della SSI basato sul sistema detto Gold Box e il primo di una serie con ambientazione Forgotten Realms, comprendente anche Curse of the Azure Bonds (1989), Secret of the Silver Blades (1990) e Pools of Darkness (1991). I personaggi creati per Pool of Radiance e salvati su disco si possono riutilizzare anche nei seguiti, nonché nel titolo non collegato Hillsfar (1989). Nel 2001 venne pubblicato un altro seguito di nuova generazione, Pool of Radiance: Ruins of Myth Drannor, che riparte dagli eventi di Pool of Radiance.

## Trama
La trama è ispirata in particolare alle avventure proposte in Ruins of Adventure, modulo per Advanced Dungeons & Dragons da tavolo che la TSR pubblicò lo stesso anno, ed è incentrata sulla liberazione dell'antica città di Phlan. Il gioco si svolge nell'universo fantastico dei Reami Dimenticati, dove il giocatore controlla un gruppo di avventurieri reclutati per difendere la città portuaria di Phlan contro l'invasione di creature malvagie. Gli avventurieri iniziano nella parte libera e civilizzata di Phlan, dove possono procurarsi aiuti e informazioni, ma devono recarsi nella parte in rovina e infestata dai mostri per ripulirla, e quindi nei territori attorno alla città. Potranno tra l'altro andare alla ricerca della leggendaria "pozza irradiante" a cui si riferisce il titolo. Alla fine si affronta l'avversario principale Tyranthraxus, qui con le sembianze di un drago, che riapparirà anche nei seguiti.
Oltre al manuale, la confezione originale include un libretto dettagliato che racconta la storia di Phlan e comprende un diario dell'avventuriero (Adventurer's Journal), con molte notizie utili sul mondo del gioco, alcune delle quali potranno rivelarsi voci false.

## Modalità di gioco
Come avviene nel gioco standard di Advanced Dungeons & Dragons, il giocatore inizia con la creazione di un gruppo di avventurieri, che può includere fino a sei personaggi, scegliendo la razza (umano, elfo, nano, gnomo, halfling e mezz'elfo), il genere, la classe (guerriero, sacerdote, mago e ladro, in alcuni casi anche più di una), le caratteristiche, l'allineamento e l'aspetto. Si può definire sia l'aspetto del personaggio a mezzo busto, sia i dettagli grafici della sua pedina quando viene mostrato in piccolo nelle sequenze tattiche. In alternativa è disponibile una squadra di personaggi precostruita. Altri personaggi potranno unirsi al gruppo nel corso dell'avventura, portando la dimensione massima del gruppo a otto, ma non saranno sotto il totale controllo del giocatore. Il giocatore esplora le diverse zone in cui combattere gli invasori, e andando avanti nel gioco, i personaggi controllati dal giocatore acquisiscono maggiore esperienza, diventando più potenti.
Il gioco utilizza principalmente una visuale in prima persona statica, che cambia istantaneamente passando da un luogo a uno adiacente. Lo schermo è diviso in parti, per visualizzare le informazioni testuali e i menù di controllo (tutto in inglese; le versioni Pony Canyon sono in giapponese), mentre una piccola finestra è dedicata alla visuale sul luogo attuale. Al posto della visuale 3D può anche essere mostrata una mappa delle zone circostanti, se conosciute. Nelle zone esterne alla città la visuale è sempre sotto forma di mappa del territorio circostante, ma più dettagliata. Ulteriori schermate servono a visualizzare i dettagli di ciascun personaggio.
Durante i combattimenti, il display passa a una visuale isometrica più estesa, con i singoli membri del gruppo e creature nemiche rappresentati come pedine indipendenti. L'azione è a turni e si possono muovere tutti i personaggi, uno alla volta, su una griglia invisibile di caselle quadrate. Le azioni possibili sono analoghe a quelle del gioco di ruolo da tavolo, inclusa la possibilità di curare un alleato che ha esaurito i punti ferita ed è fuori combattimento, per evitarne la morte. Si può anche scegliere di far controllare i propri personaggi dal computer.

## Successo
Pool of Radiance vendette 264 536 copie solo nel Nord America e fu di gran lunga il maggior successo della SSI come azienda indipendente; perfino la guida strategica cartacea vendette 68 395 copie, più di qualsiasi precedente gioco della SSI. Fu generalmente apprezzato dalla stampa di settore e vinse gli Origins Award nel 1988, nella categoria "miglior gioco fantasy o fantascientifico per computer".
Nel 1989 la TSR pubblicò il romanzo Pool of Radiance (ISBN 978-0-88038-735-4), scritto da James M. Ward e Jane Cooper Hong e tratto dal videogioco; in questo caso i protagonisti reclutati per salvare Phlan sono cinque. Il libro diede inizio a una trilogia comprendente anche Pools of Darkness (1992, tratto dal videogioco Pools of Darkness) e Pool of Twilight (1993).